# 谢鲁瓦
谢鲁瓦（法語發音：[ʃeʁwa]）是法国勃艮第-弗朗什-孔泰大区约讷省的一个市镇，属于桑斯区。

## 地理
谢鲁瓦（48°12'5"N, 2°59'53"E）面积10.52 平方千米，位于法国勃艮第-弗朗什-孔泰大區约讷省，该省份为法国中北部内陆省份，西接卢瓦雷省，西北接塞纳-马恩省，南至涅夫勒省，东临科多尔省，东北与奥布省接壤。
与谢鲁瓦接壤的市镇（或旧市镇、城区）包括：布莱讷、吕南河畔沃、多洛、茹伊、蒙塔谢-维勒加尔丹、瓦勒里。
谢鲁瓦的时区为UTC+01:00、UTC+02:00（夏令时）。

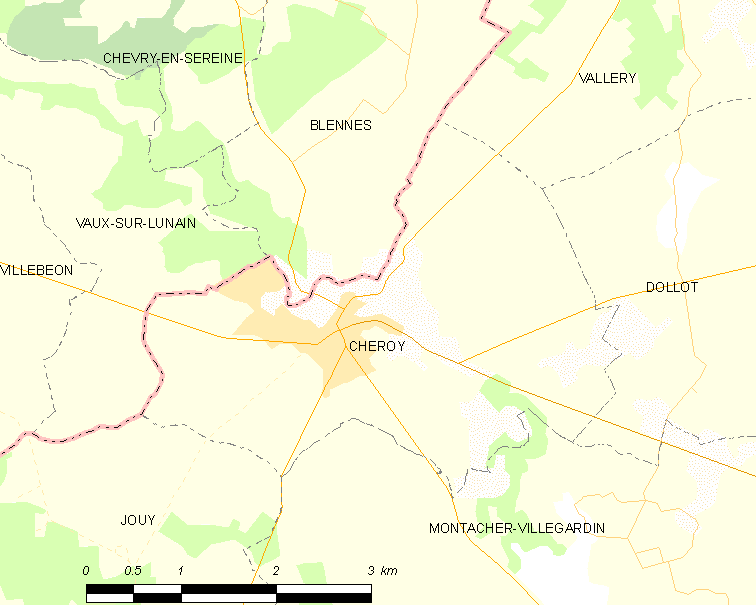
谢鲁瓦的OSM定位图

## 行政
谢鲁瓦的邮政编码为89690，INSEE市镇编码为89100。

## 政治
谢鲁瓦所属的省级选区为勃艮第地区加蒂奈县。

## 人口

1962-2008年间谢鲁瓦人口变化图示

谢鲁瓦于2022年1月1日时的人口数量为1763人。